# Ernest & Celestine, contes d'hivern
Ernest & Celestine, contes d'hivern (títol original en francès: Ernest et Célestine en hiver) és una pel·lícula d'animació francesa dirigida per Julien Chheng i Jean-Christophe Roger, i publicada l'any 2017. La cinta agrupa quatre episodis de la sèrie Ernest et Célestine, la collection destinats per ser projectats al cinema: "Bibi", "Le Bouton d'accordéon", "Blizzard" i "Le Bal des souris". El 2018 es va estrenar el doblatge en català.

## Sinopsi
L’Ernest és un os enorme amb esperit d’artista i cor generós. Viu amb la Celestine, una rateta òrfena que fa temps va acollir a casa seva. Junts viuran tota mena d’aventures mentre es preparen per a l’arribada de l’hivern.

## Repartiment
- Pauline Brunner: Célestine
- Xavier Fagnon: Ernest
- Raphaëline Goupilleau: Madame Tulipa
- Lila Lacombe: Mélusine
- Lisa Caruso: Margotine
- Marie Facundo: Mandarine
- Odja Llorca: la mare ratolí
- Dominique Frot: el ratolí verd